# Еліза Бланкі
Еліза Бланкі  (італ. Elisa Blanchi, 13 жовтня 1987) — італійська гімнастка, олімпійська медалістка.

## Виступи на Олімпіадах
| Олімпіада   | Дисципліна | Місце |
| ----------- | ---------- | ----- |
| Афіни 2004  | групові    | 2     |
| Пекін 2008  | групові    | 4     |
| Лондон 2012 | групові    | 3     |